# Monuments of Renaissance Music
Monuments of Renaissance Music ist eine Editionsreihe mit musikalischen Werken, die ursprünglich von Edward E. Lowinsky herausgegeben wurde. Sie erscheint seit 1964 in Chicago bei der University of Chicago Press. Der erste Band ist das Sammelwerk Musica nova (Venedig 1540) mit Werken von Julio da Modena [d. i. Giulio Segni], Adrian Willaert, Hieronimo Parabosco, Nicolo Benoist, Giulemo Golin und Hieronimo (Cavazzoni) da Bologna.

## Inhaltsübersicht
- 1. Musica nova : accommodata per cantar et sonar sopra organi; et altri strumenti, composita per diversi eccellentissimi musici; in Venetia, MDXL (web)
- 2. Canti B : numero cinquanta, Venice, 1502
- 3.–5. The Medici codex of 1518
- 6. Musica duorum
- 7. A Florentine chansonnier from the time of Lorenzo the Magnificent
- 8. The Motet books of Andrea Antico
- 9. A New-World collection of polyphony for Holy Week and the Salve service
- 10. The madrigals of Michelangelo Rossi
- 11. Motetti de Passione, de Cruce, de Sacramento, de Beata Virgine et huiusmodi B
- 12. Sacred music from the Cathedral at Trent : Trent, Museo provinciale d’arte, codex 1375 (olim 88)